# 桃山学院大学の人物一覧
桃山学院大学の人物一覧（ももやまがくいんだいがくのじんぶついちらん）は、桃山学院大学に関係する人物の一覧記事。

## 教職員
- 石川明人（社会学部准教授）
- 石田あゆう（社会学部准教授）
- 上野勝男（元経済学部准教授）
- 上田修（社会学部教授）
- 梅田百合香（経済学部教授）
- 江藤隆之（法学部准教授）
- 片岡信之（元経営学部教授、龍谷大学名誉教授）
- 岸本喜樹朗（経営学部教授、元桃山学院大学総合研究所所長）
- 境真理子（国際教養学部教授、放送と青少年に関する委員会副委員長）
- 坂手恭介（元経営学部教授、元桃山学院大学副学長）
- 高田里惠子（経営学部教授）
- 松田聰子（元法学部教授）
- 宮本孝二（社会学部名誉教授）
- 村上あかね（社会学部准教授）
- 梅山秀幸（文学研究科教授）
- 南條健助（国際教養学部准教授）
- 森下裕三（国際教養学部准教授）

## 出身者

### 政治
- 明石元秀（兵庫県赤穂市長）
- 堀口武視（泉南市議会議員）
- 藤本悦志（第5代広島県安芸高田市長）
- 渡辺義彦（元衆議院議員）

### 経済
- 鈴木幸一（ウォンツ創業者）
- 島よしのり（キャラ社長、声優）
- 新谷雄二（アクト創業者、日本テレビゲーム商業組合理事長）
- 本谷祐一（サンフレッチェ広島社長）
- 湯川英一（元CSK取締役、元セガ専務執行役員、クオカード会長、ビジネスエクステンション会長、中退）
- 渡邊直人（王将フードサービス社長）
- 田中邦彦（くら寿司創業者・社長）

### 研究
- 井村幸子（音楽療法士、徳島文理大学准教授）
- 黒木賢一（臨床心理学者、大阪経済大学教授）
- 生瀬克己（差別問題研究者、桃山学院大学名誉教授)
- 立花明彦（福祉学者、静岡県立大学短期大学部部長）
- 藤原慶二（社会福祉研究者、関西福祉大学准教授）

### 文芸
- 小西英人（随筆家、編集者）
- 風野潮（児童文学作家）
- 新垣紀子（「オール川柳」元編集長）
- 猫田しゅばる（脚本家、ディレクター）
- 真辺克彦（脚本家、中退）
- 保志学 (放送作家)

### 音楽
- 小木戸利光（ミュージシャン、俳優）
- 清水和彦（シンガーソングライター、The Water Of Life）
- 谷村新司（歌手、中退）
- 西川弘剛（ミュージシャン、GRAPEVINE）
- やしきたかじん（歌手、中退）
- R-指定（ラッパー、中退）
- 土佐拓也（シンガーソングライター）

### 芸能
- 岩永ひひ男（俳優）
- 桂米裕（落語家、僧侶、中退）
- 桂文三（落語家）
- 小木戸利光（俳優）
- 小谷豪純（俳優、ミュージシャン）
- koppy（タレント、漫画家）
- 嶋崎伸夫（俳優、声優）
- 笑福亭竹林（落語家、中退）
- タージン（タレント、パーソナリティ）
- 高峰圭二（俳優）
- 塚地武雅（お笑いタレント、ドランクドラゴン）[1]
- 友松直之（映画監督、中退）
- 林家花丸（落語家）
- 藤原光博（お笑いタレント、リットン調査団）
- 水野透（お笑いタレント、リットン調査団）
- 森脇健児（タレント、ラジオパーソナリティー）
- 吉永愛（タレント）
- 桂治門（落語家）
- 山口りえ（タレント）
- 中西則善（ラジオパーソナリティ）

### 評論・ジャーナリズム
- 下関マグロ（フリーライター）
- 森晴樹（編集者、フリーライター、パズル製作者）

### 放送
- 大抜卓人（FM802ディスクジョッキー）
- 重岡千晶（山口放送アナウンサー）
- 西田新（FM802ディスクジョッキー）

### スポーツ
- 北宮光洋（プロレスラー、プロレスリング・ノア）
- 丸山敦（プロレスラー）
- 小島英次（元プロボクサー、金沢ボクシングジム、中退）
- 井上哲郎（元サッカー選手）
- 江添建次郎（元サッカー選手）
- 岡佳樹（サッカー選手、品川CC横浜）
- 尾崎雄二（元サッカー選手）
- 圍謙太朗（サッカー選手、ブラウブリッツ秋田）
- 金光栄大（サッカー選手、ファジアーノ岡山ネクスト）
- 加門亮兵（元サッカー選手）
- 川井健太（元サッカー選手、サッカー指導者）
- 姜鉉守（元サッカー選手）
- 木村允彦（元サッカー選手）
- 金永基（元サッカー選手）
- 重光貴葵（元サッカー選手）
- 下川誠吾（元サッカー選手）
- 鈴木磨人（フットサル選手、JAGLANCA）
- 楚輪博（元サッカー選手、サッカー指導者）
- 田村直弘（元サッカー選手）
- 濵野勇気（元サッカー選手）
- 道上隼人（元サッカー選手）
- 南省吾（元サッカー選手）
- 宮田大輔（サッカー選手）
- 中西倫也（サッカー選手、飛鳥FC）
- 徳永晃太郎（サッカー選手、アスルクラロ沼津）
- 毎熊晟矢（サッカー選手、セレッソ大阪）
- 松山健太（サッカー選手、鹿児島ユナイテッドFC）
- 中西真知子（元トライアスロン選手）

### その他
- 岩村俊哉（漫画家）
- 牧口一二（グラフィックデザイナー、障害者運動家、作家）
- 心屋仁之助（心理カウンセラー）
- 門川紳一郎（NPO法人すまいる理事長）
- 表三郎